# Lundener Niederung
Die Lundener Niederung ist ein Naturschutzgebiet in der schleswig-holsteinischen Gemeinden Fedderingen, Krempel, Rehm-Flehde-Bargen, Schlichting und Stelle-Wittenwurth im Kreis Dithmarschen.

## Allgemeines
Das rund 901 Hektar große Naturschutzgebiet ist mit der Nummer 185 in das Verzeichnis der Naturschutzgebiete des Ministeriums für Energiewende, Landwirtschaft, Umwelt und ländliche Räume eingetragen. Es ist nahezu deckungsgleich mit dem gleichnamigen FFH-Gebiet und Bestandteil des EU-Vogelschutzgebietes „Eider-Treene-Sorge-Niederung“. Im Norden, Westen und Süden grenzt es streckenweise an das rund 73 Hektar große Landschaftsschutzgebiet „Lundener Niederung westlich des Umleitungsvorfluters“. Das Naturschutzgebiet steht seit dem 11. März 2011 unter Schutz. Zuständige untere Naturschutzbehörde ist der Kreis Dithmarschen.

## Beschreibung
Das Naturschutzgebiet liegt im Südwesten der Eider-Treene-Sorge-Niederung nördlich von Heide und südöstlich von Tönning. Es stellt ein Niederungsgebiet mit dem Krempeler Moor im Norden, dem sich südlich daran anschließenden Mötjenpolder mit dem in ihm liegenden Mötjensee und dem ehemaligen Steller See im Süden sowie die dazwischen liegenden und sie umgebende Flächen unter Schutz. Bei den beiden Seen handelt es sich um ehemalige, mittlerweile verlandete bzw. in Verlandung begriffenen Strandseen, die sich zwischen einer ehemaligen Nehrung im Westen und dem Geestrücken im Osten gebildet hatten. 1999 wurde durch die Umleitung eines Hauptvorfluters und den Anstau von Entwässerungsgräben auf einer circa 320 Hektar großen Teilfläche im Bereich des Mötjensees der Wasserstand um 30 bis 50 cm erhöht. Hierdurch wurden auch die anderen Bereiche in der Niederung wiedervernässt. Die offene Wasserfläche des Mötjensees, der von Röhrichtzonen umgeben ist, vergrößerte sich. Der ehemalige Steller See verfügt über keine offene Wasserfläche mehr. Er wird vollständig von Röhricht eingenommen. Neben den Röhrichten im Bereich der Seen wird das Naturschutzgebiet von wechselfeuchtem Grünland sowie teilweise abgetorften und entwässerten Hoch- und Niedermooren mit Großseggenbeständen geprägt. Stellenweise stocken Bruchwälder aus Grau- und Ohrweiden sowie Gagelsträucher. Infolge der Wiedervernässung des Gebietes regenerieren sich noch erhaltene Moorkomplexe. Hier siedeln Torfmoose sowie charakteristische Pflanzenarten, darunter gefährdete Arten wie Sumpfveilchen, Gelbe Wiesenraute und Krebsschere. In den Stillgewässern siedeln Laichkraut- und Froschbissgesellschaften.
Das Naturschutzgebiet hat große Bedeutung für Wiesen- und Zugvögel. So sind hier u. a. Habicht, Rohr-, Korn- und Wiesenweihe, Graugans, Rohrdommel, Zwergtaucher, Schnatter-, Krick-, Löffel-, Knäk- und Reiherente, Brandgans, Wasser-, Teich- und Blessralle, Tüpfelsumpfhuhn, Wachtel, Wachtelkönig, Bekassine, Uferschnepfe, Rotschenkel, Kampfläufer, Kiebitz, Pirol, Neuntöter, Tannen-, Weiden-, Beutel- und Bartmeise, Rohr- und Schlagschwirl, Schilfrohrsänger, Mönchsgrasmücke, Baum- und Wiesenpieper, Blau- und Braunkehlchen, Haussperling und Feldlerche heimisch. Rastvögel sind u. a. Kornweihe, Großer Brachvogel, Kampfläufer, Goldregenpfeifer, Singschwan und Nonnengans. Der Weißstorch sucht das Gebiet als Nahrungsgast auf. Der Gesamtkomplex ist Lebensraum des Moorfrosches sowie weiterer Amphibien. Auch für den Fischotter bietet das Naturschutzgebiet einen geeigneten Lebensraum.
Das Naturschutzgebiet kann auf Wander- und Reitwegen erlebt werden. Südwestlich des Mötjensees befindet sich ein Beobachtungsturm.
Das Naturschutzgebiet wird vom Heimatverein Mötjenpolder Rehm-Flehde-Bargen betreut. Nicht zu nasse Bereiche werden extensiv genutzt, weite Bereiche liegen brach.
Im nördlichen Bereich wird das Naturschutzgebiet von der Landesstraße 302 gequert.

## Bilder

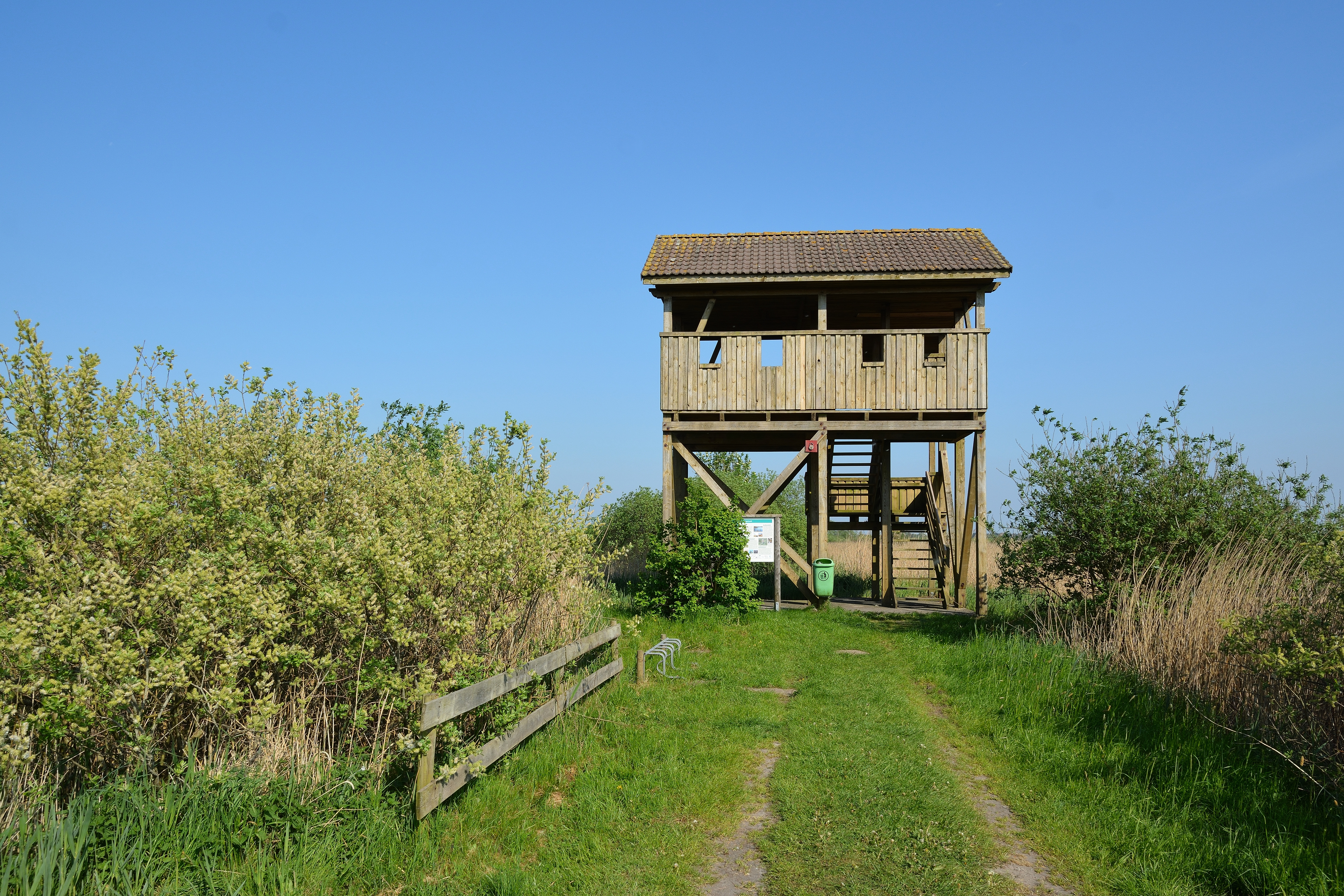
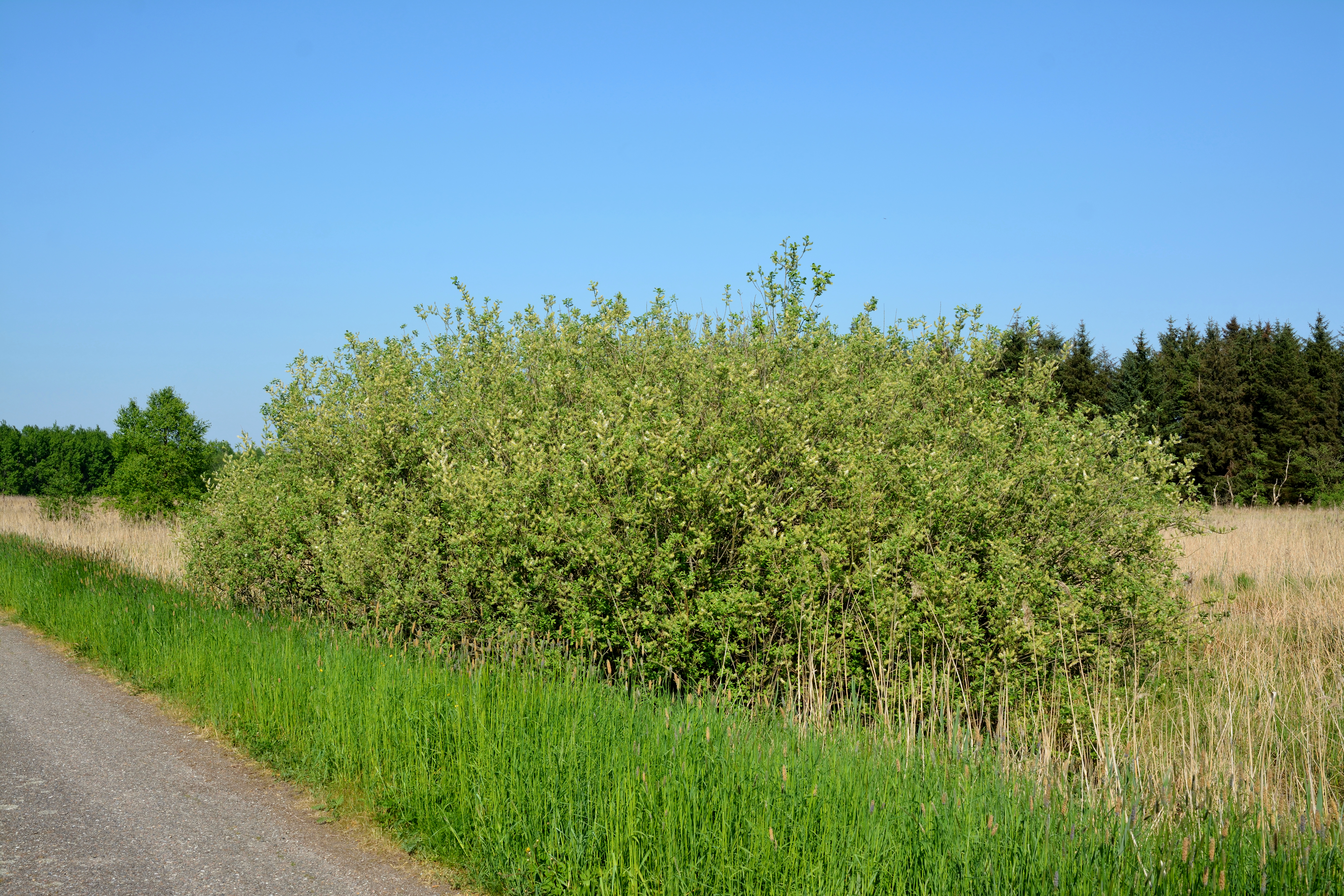
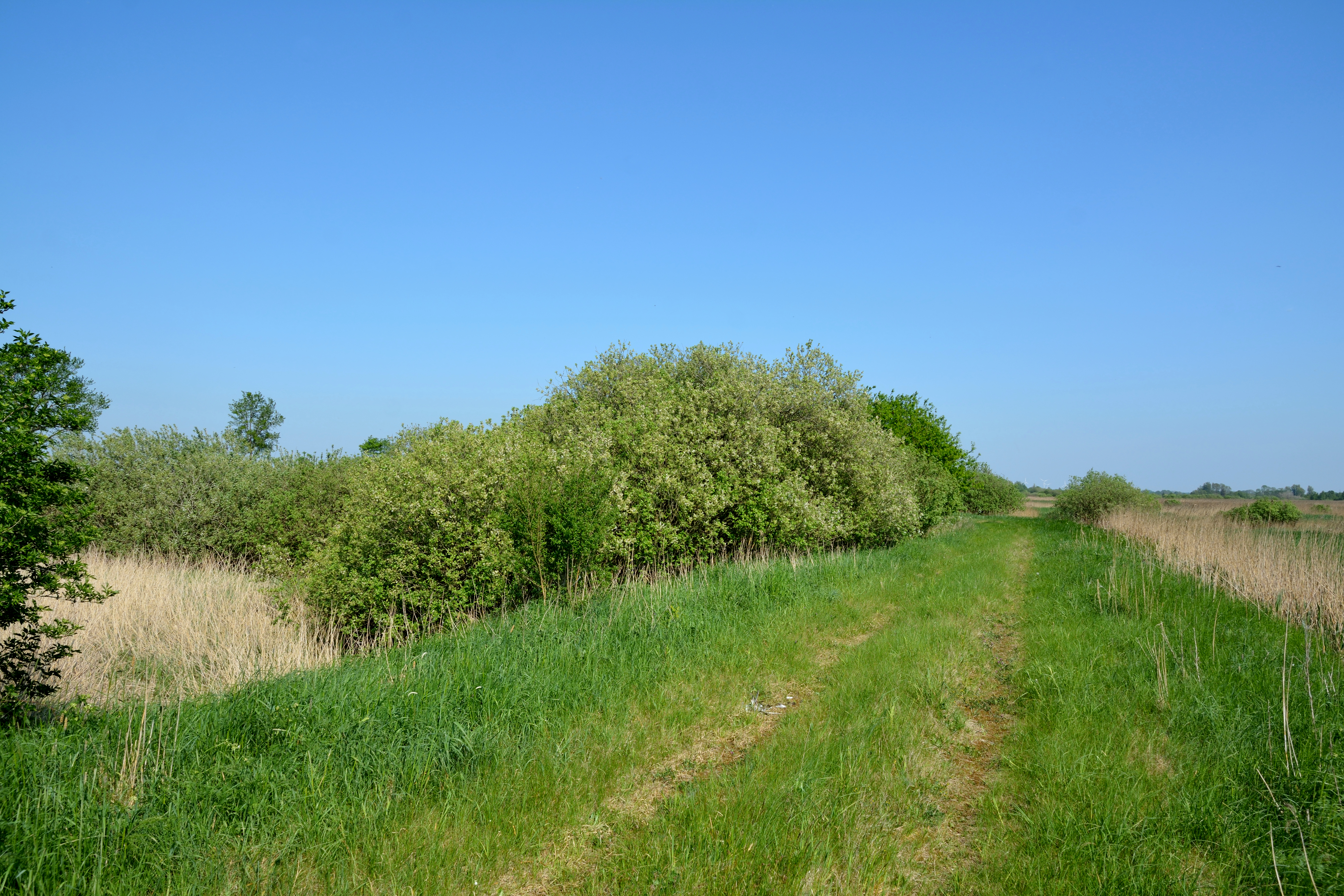
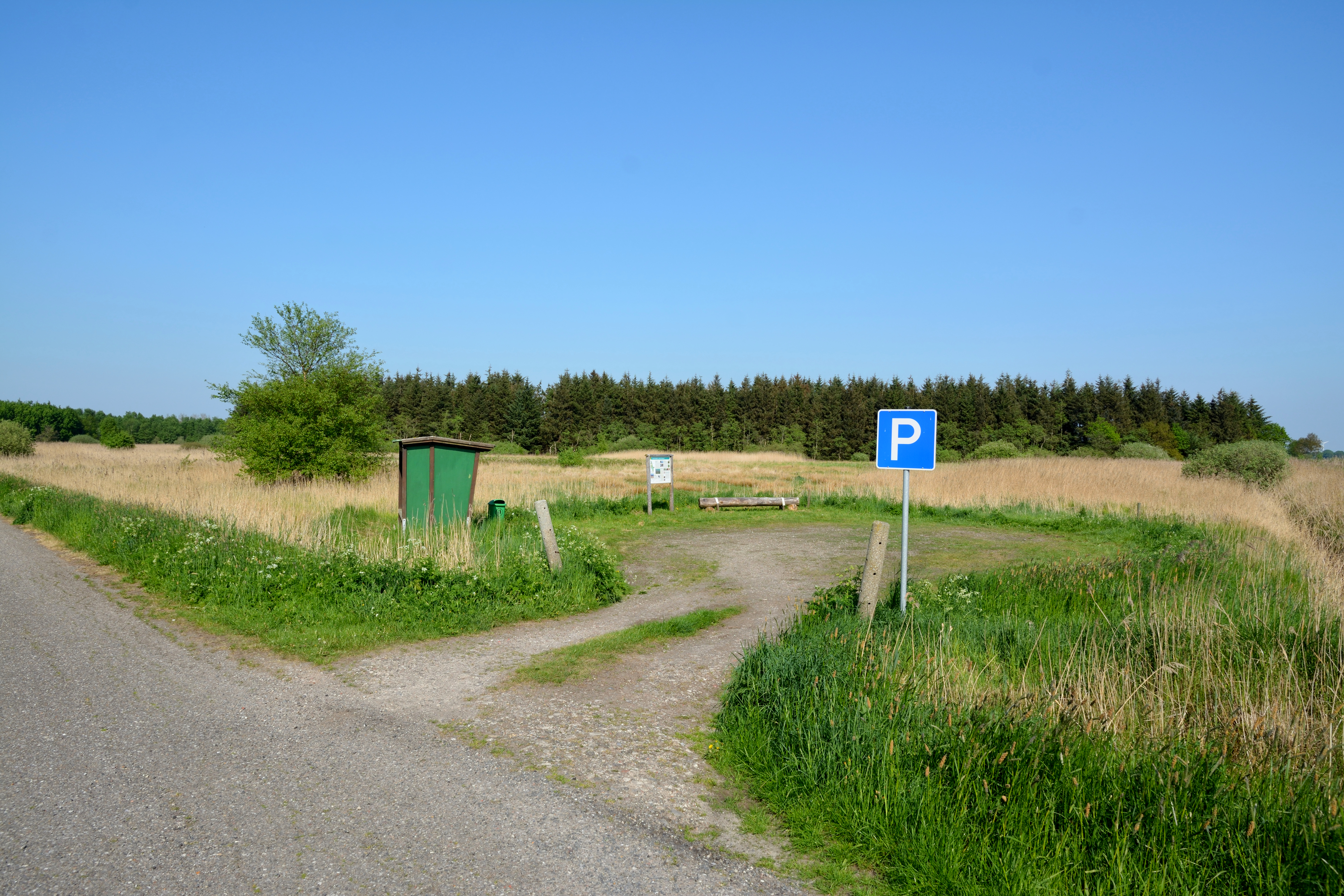